# سیل ۱۳۸۴ کلاله گلستان
سیل کلاله گلستان، سیل مهیب شهرستان کلاله در ۱۹ مُرداد سال ۱۳۸۴ رخ داد، علت این سیل بارش ۱۳۵ میلیمتر باران در یک شبانه روز بوده است.

## خسارات سیل
بر اثر سیل بیش از ۳۰۰ واحد مسکونی و یک هزار و ۵۰۰ هکتار از اراضی کشاورزی بر اثر جاری شدن سیل تخریب شد. بیژن دفتری رئیس سازمان امداد و نجات جمعیت هلال احمر کشور نیز با بیان این که در این حادثه بیش از ۱۲ هزار نفر آسیب دیده‌اند